# Instituto Nacional de Estadística y Geografía

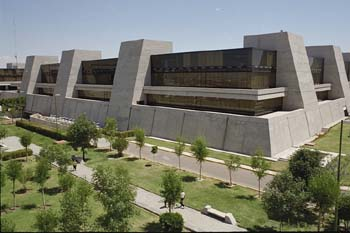
Sede dell'INEGI

L'Instituto Nacional de Estadística y Geografía (INEGI), (in italiano: Istituto Nazionale di Statistica e Geografia) è un'agenzia autonoma del Governo federale degli Stati Uniti Messicani, istituito per il rilevamento e l'elaborazione delle statistiche demografiche, geografiche ed economiche del paese.
INEGI è stato istituito con decreto presidenziale, il 25 gennaio 1983 attraverso la fusione della precedente Dirección General de Estadística, fondato nel 1882 e dell'Ufficio di geografia fondato nel 1968. La sede è ad Aguascalientes, città situata nello stato federale dell'Aguascalientes.